# Ramona Fuhrer
Ramona Fuhrer, verh. Weisskopf-Fuhrer (* 13. April 1979 in Aarberg), ist eine ehemalige Schweizer Eishockeynationalspielerin und war Teilnehmerin an den Olympischen Winterspielen 2006 in Turin.

## Werdegang
Fuhrer spielte ab 1988 für unterschiedliche Vereine des Fraueneishockeys, darunter beim SC Lyss und dem DHC Lyss. Zwischen 2006 und 2009 spielte sie für den EV Bomo Thun. Ramona Fuhrer, die auf der Position der Verteidigung spielte, ist mit dem SC Lyss dreimal (1993, 1995, 1996) sowie mit dem DHC Lyss einmal (1997) Schweizer Meisterin geworden.
Von 1992 bis 2006 spielte sie in der Schweizer Eishockeynationalmannschaft der Frauen, davon die letzten beiden Jahre als Captain. Dabei errang sie 1995 den dritten Platz in der Europameisterschaft sowie den 1. Platz der B-Weltmeisterschaft in den Jahren 2001 und 2005. Im Jahr 2006 qualifizierte sie sich mit der Nationalmannschaft für die Teilnahme an den Olympischen Spielen.
Fuhrer machte 1999 am Deutschen Gymnasium Biel die Matura. Heute ist sie beruflich als Marketingplanerin für ein Schweizer Unternehmen tätig.